# علي سلماني
علي سلماني (10 مايو 1979 بهمدان في إيران - ) هو لاعب كرة قدم إيراني في مركز الوسط. لعب مع نادي أبو مسلم خراسان ونادي برسبوليس ونادي برق طهران ونادي بكاه كيلان ونادي بيكان ونادي تربيت بدني يزد ونادي ستيل آذين ونادي شاهين بوشهر ونادي صبا قم ونادي هما ‏ وShahrdari Arak F.C. ‏.